# Бурозубка Волнухина
Бурозубка Волнухина, или Кавказская карликовая землеройка (Sorex volnuchini), — землеройка-бурозубка, представитель фауны Армении, Азербайджана, Грузии, России, Ирана и Турции. Вид находится в безопасности.

## Описание
Длина тела 45-60 мм, длина хвоста 36-46 мм, масса тела 2,5-5,2. Зубы мелкого размера. Три первых промежуточных зуба примерно одной величины, 4-й два раза меньше 3-го, 5-й крайне мал и не пигментирован.
Мех двухцветного окраса. Спина от светло-коричневого цвета до тёмно-каштанового, брюшко светло-серое. В кариотипе 40 хромосом.
Названа  С. И. Огнёвым в честь зоолога Д. С. Волнухина.

## Ареал
Ареал бурозубки Волнухина распространяется от Предкавказья до севрного Ирана и Черноморского побережья Турции. Встречается практически во всех горных поясах от предгорных лесостепей до альпийских лугов на высоте 2500 м. Изредка селится в альпийском поясе. В питании преобладают насекомые, особенно мелкие жесткокрылые, гусеницы бабочек. Ест чрезвычайно много — количество съедаемой за сутки пищи в 2,5-3 раза превышает вес тела зверька. Период размножения с марта по июнь. В году 2-3 помёта по 4-8 детёнышей. В первом размножении в марте-апреле участвуют только взрослые перезимовавшие особи, а во втором (в августе) — также молодые, родившиеся весной. Многочисленна, в предпочитаемых местообитаниях часто доминирует среди бурозубок.

## Галерея

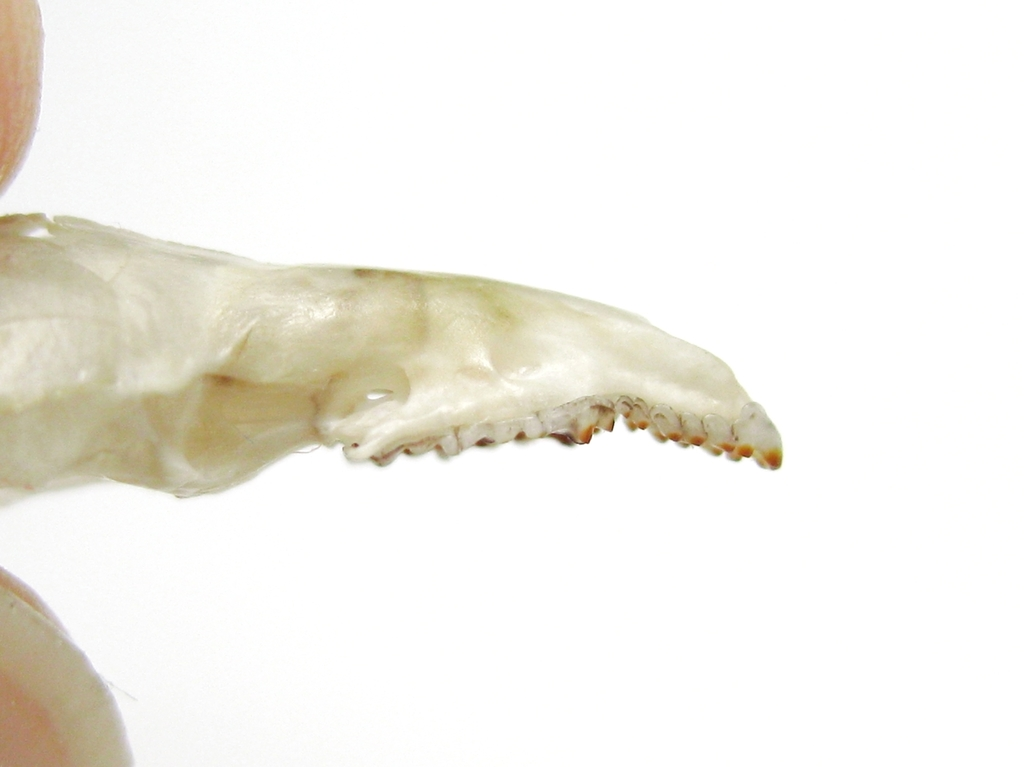
Череп, вид сбоку
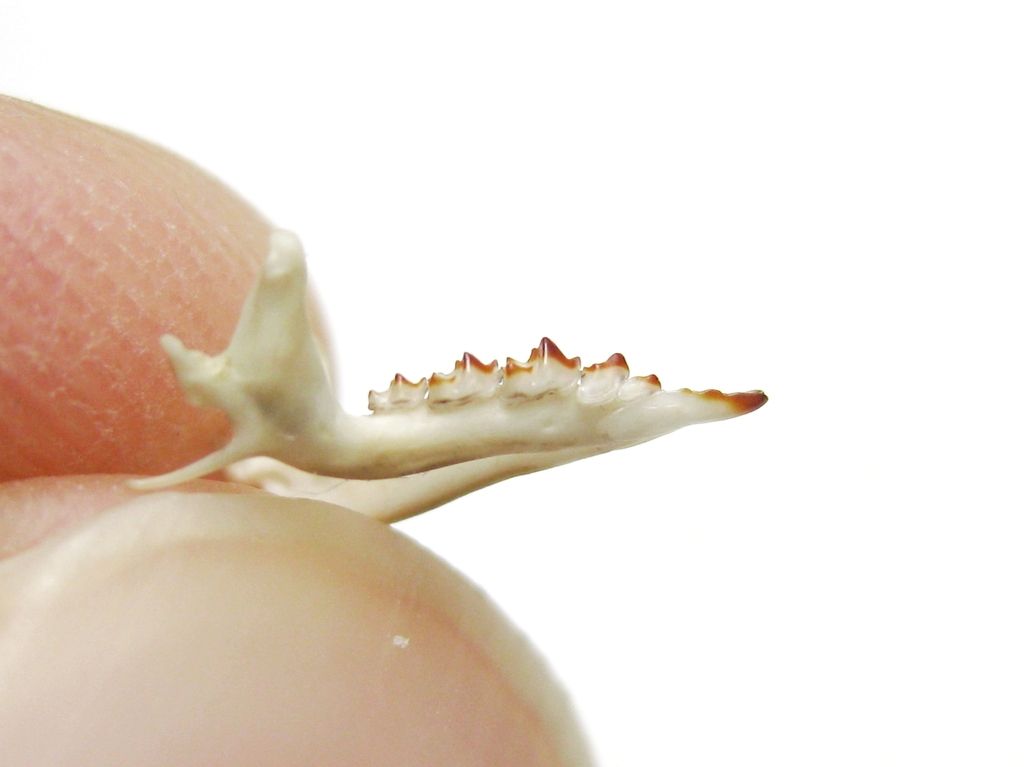
Нижняя челюсть, вид сбоку
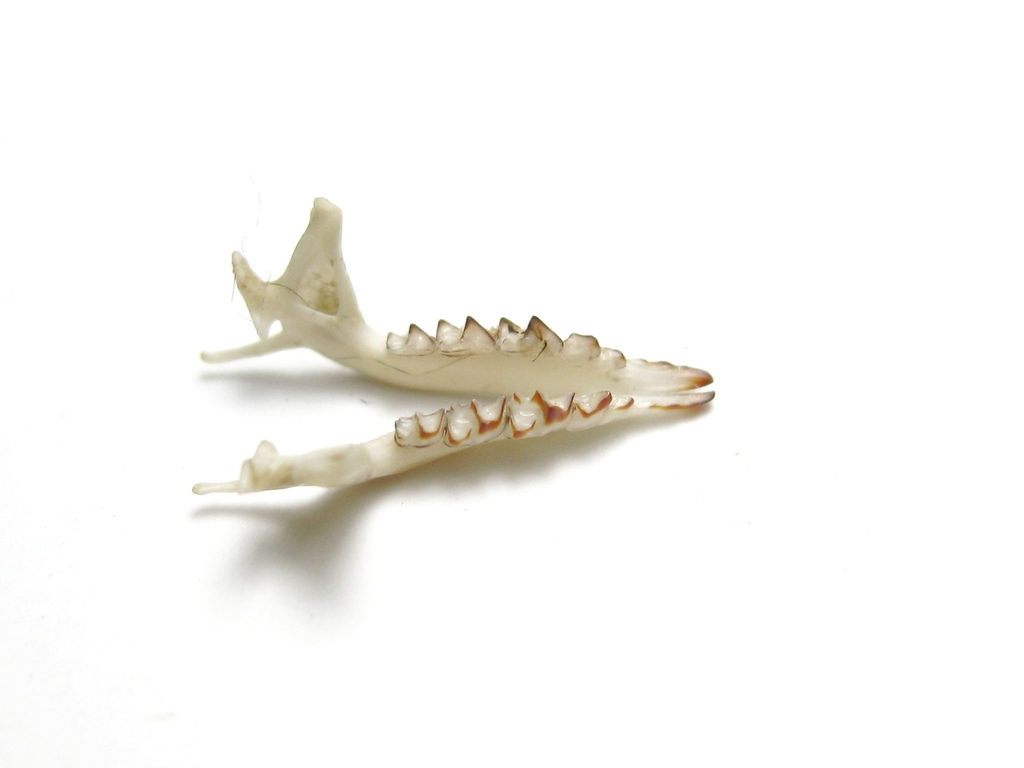
Нижняя челюсть, вид сверху
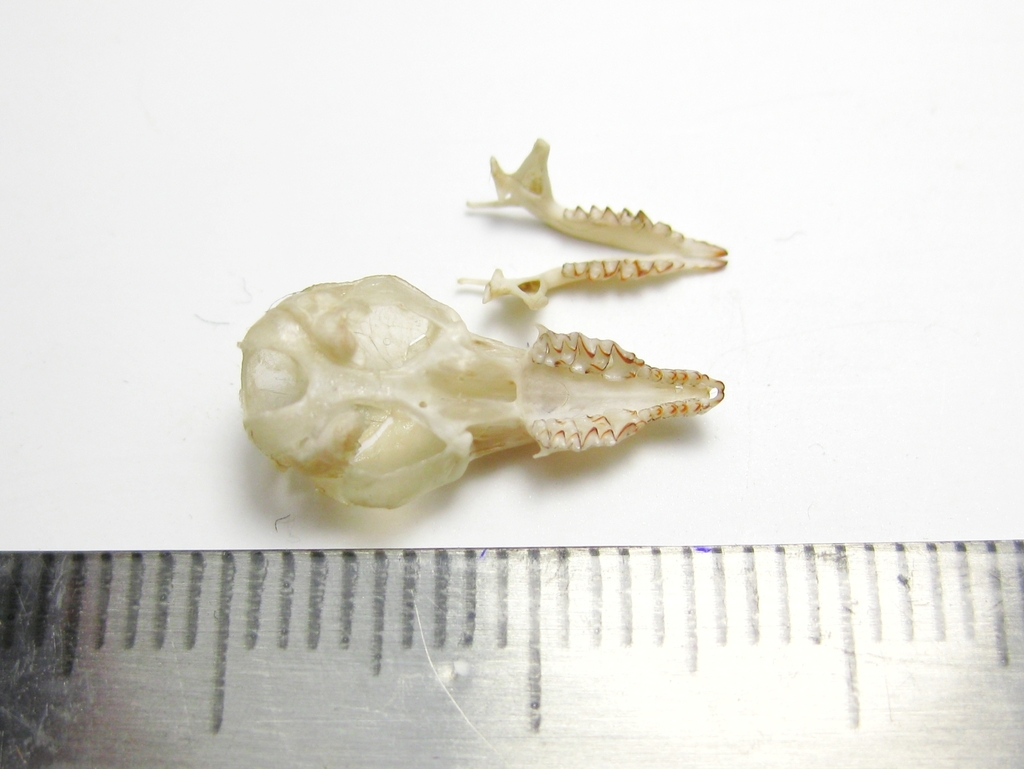
Череп и нижняя челюсть, вид сверху